# Moctezumas
Moctezumas är en ort i Mexiko.   Den ligger i kommunen Jalpan de Serra och delstaten Querétaro Arteaga, i den centrala delen av landet, 200 km norr om huvudstaden Mexico City. Moctezumas ligger 1 425 meter över havet och antalet invånare är 148.
Terrängen runt Moctezumas är kuperad åt sydost, men åt nordväst är den bergig. Runt Moctezumas är det ganska glesbefolkat, med 23 invånare per kvadratkilometer. Närmaste större samhälle är Jalpan, 7,8 km nordost om Moctezumas. I omgivningarna runt Moctezumas växer huvudsakligen savannskog.